# Qinmindang
Il Qinmindang (lett., Partito Prima il Popolo) è un partito politico di centro-destra di Taiwan (Repubblica di Cina).

## Storia
Il PPP è stato fondato da James Soong e dai suoi sostenitori dopo la sua offerta di indipendenza (fallita) per le presidenziali nel 2000. Soong è il presidente e domina gran parte della sua politica. Il nome del partito, qinmin, ha connotazioni confuciane.
Gli obiettivi ufficiali del PPG, per quanto riguarda le relazioni attraverso lo stretto è per la RDC: partecipare a più organizzazioni internazionali, promuovere la cultura cinese all'estero e cercare interazioni economiche e culturali tra Taiwan e la madrepatria. Le sue opinioni sono considerate generalmente favorevoli all'unificazione cinese e fermamente contro l'indipendenza di Taiwan.
Il partito mantiene una relazione stretta ma tesa con il Kuomintang (KMT) come parte della coalizione pan-azzurra. Tuttavia, poiché il PPG, come il Nuovo Partito, è cresciuto fuori dal KMT, le due parti dovevano competere per la stessa serie di elettori. Questa dinamica in cui sia il KMT che il PPG devono competere simultaneamente e cooperare tra di loro ha portato alla loro politica complessa e interessante.
In molti casi notevoli, ciò ha portato a situazioni in cui entrambe le parti hanno avuto dei candidati, ma vicino alle elezioni il partito con il candidato meno popolare ha ufficialmente abbandonato la gara. Ciò a sua volta ha portato ad alcune situazioni di rilievo quando il PPG o il KMT hanno fatto una campagna contro il suo candidato. Ciò ha portato a un risentimento tra i due partiti.
Per evitare una ripetizione di questo effetto, che ha portato all'elezione del candidato del PPD Chen Shui-bian alle presidenziali del 2000 con una bassa percentuale di voti, il presidente Soong è stato al vicepresidente del biglietto presidenziale del presidente del KMT, Lien Chan, alle elezioni presidenziali del 2004.
Dopo la sua sconfitta nelle elezioni sindacali di Taipei il 9 dicembre 2006, Soong ha annunciato di ritirarsi dalla politica. A questo punto, senza obiettivi chiari, il PPG ha affrontato un futuro incerto e ha considerato la fusione con il KMT. Dopo molte trattative, il PPG e il KMT non c'è stata nessuna fusione.

## Elezioni presidenziali del 2012
Nel settembre del 2011 James Soong ha portato il PPG alle presidenziali per la prima volta e selezionò Ruey-Shiung Lin come suo compagno per la campagna elettorale. Il PPG ha raccolto voti a sufficienza per qualificarsi al ballottaggio per le elezioni presidenziali del 2012.
La coalizione Soong-Lin è stato messo al terzo posto nella votazione elettorale, determinato da un sorteggio casuale, quella Tsai-Su del PPD è risultata primo e per secondo la coalizione Ma-Wu del KMT.
Mentre gli analisti temevano che una corsa a PFP avrebbe diviso il voto della coalizione Pan-Blue e avrebbe portato all'elezione del DPP (come era avvenuto nelle elezioni presidenziali del 2000), Soong ha insistito sul fatto che la sua campagna era seria e che lui avrebbe completato la sua corsa. Il giorno della elezione, tuttavia, la coalizione Soong-Lin è stata sottovalutata e ha ottenuto solo il 2,77% dei voti.

## Risultati delle elezioni

### Elezioni presidenziali
| Elezione | Candidato Presidente | Candidato Vicepresidente | Voti totali | Numero di voti | Risultato |
| -------- | -------------------- | ------------------------ | ----------- | -------------- | --------- |
| 2000     | James Soong          | Chang Chau-hsiung        | 4,664,932   | 36.8%          | Sconfitto |
| 2004     | Lien Chan (KMT)      | James Soong              | 6,423,906   | 49.8%          | Sconfitto |
| 2012     | James Soong          | Lin Ruey-shiung          | 369,588     | 2.77%          | Sconfitto |
| 2016     | James Soong          | Hsu Hsin-ying (MKT)      | 1,576,861   | 12.84%         | Sconfitto |

### Elezioni legislative
| Elezione | Seggi totali vinti | Voti totali | Percentuale di voti | Risultato delle elezioni                           | Leader del partito |
| -------- | ------------------ | ----------- | ------------------- | -------------------------------------------------- | ------------------ |
| 2001     | 46 / 225           | 1,917,836   | 20.3%               | 29 seggi; Opposizione di maggioranza (Pan-azzurra) | James Soong        |
| 2004     | 34 / 225           | 1,350,613   | 14.78%              | 12 seggi; Opposizione di maggioranza (Pan-azzurra) | James Soong        |
| 2008     | 1 / 113            | 28,254      | 0.3%                | 33 seggi; Opposizione di maggioranza (Pan-azzurra) | James Soong        |
| 2012     | 3 / 113            | 722,089     | 5.49%               | 2 seggi; Opposizione (non allineati)               | James Soong        |
| 2016     | 3 / 113            | 794,838     | 6.52%               | ; Opposizione (non allineati)                      | James Soong        |

### Elezioni locali
| Elezione               | Sindaci & Magistrati | Consigli | 3º livello Capi municipali | 3º livello Capi del Consiglio | 4º livello Capivillaggi | Leader del partito |
| ---------------------- | -------------------- | -------- | -------------------------- | ----------------------------- | ----------------------- | ------------------ |
| 2002                   | 0 / 2                | 15 / 96  | N.D.                       | N.D.                          | N.D.                    | James Soong        |
| 2005                   | 1 / 23               | 31 / 901 | 3 / 319                    | N.D.                          | N.D.                    | James Soong        |
| 2006 solo municipalità | 0 / 2                | 6 / 96   | N.D.                       | N.D.                          | N.D.                    | James Soong        |
| 2009                   | 0 / 17               | 1 / 587  | 0 / 211                    | N.D.                          | N.D.                    | James Soong        |
| 2010 solo municipalità | 0 / 5                | 4 / 314  | N.D.                       | N.D.                          | 0 / 3 757               | James Soong        |
| 2014 unificato         | 0 / 22               | 9 / 906  | 0 / 204                    | 0 / 2 137                     | 1 / 7 836               | James Soong        |

### Elezioni dell'Assemblea Nazionale
| Elezione | Seggi vinti | Voti totali | Percentuale di voti | risultato             | Leader del partito |
| -------- | ----------- | ----------- | ------------------- | --------------------- | ------------------ |
| 2005     | 18 / 300    | 236,716     | 6.11%               | 18 seggi; Opposizione | James Soong        |